# Provincia de Ardahan

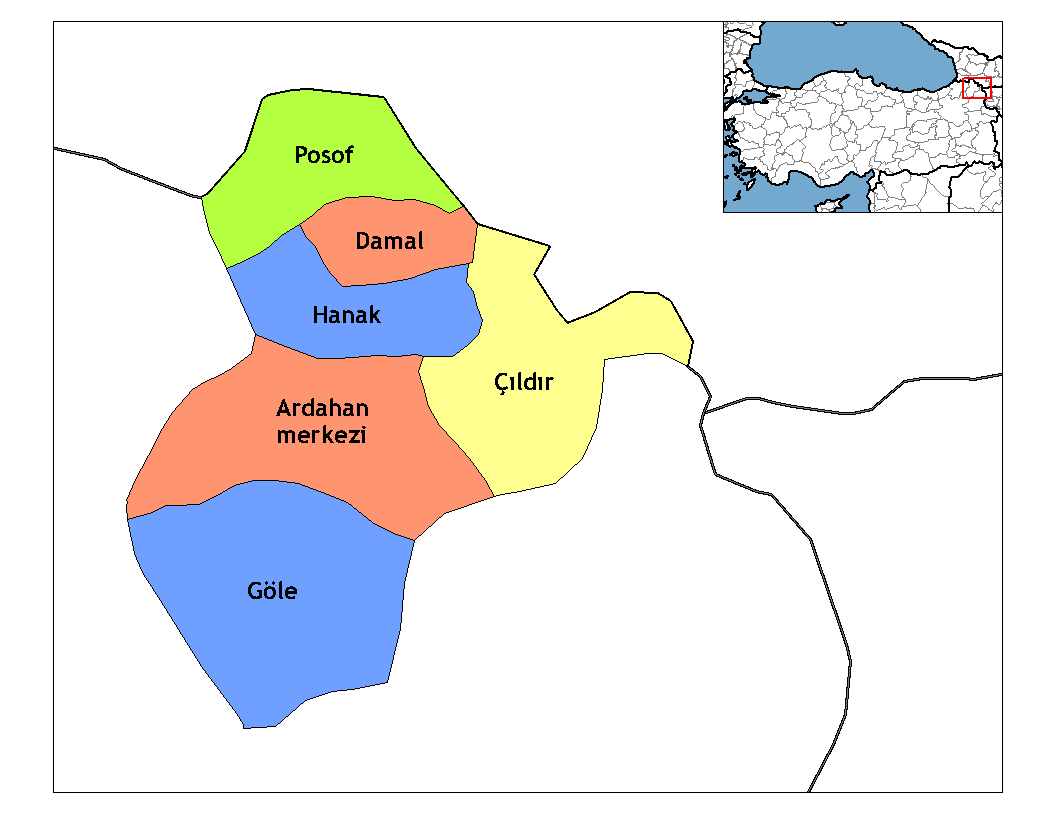
Distritos (ilçeler):.

Ardahan es una de las 81 provincias en que está dividida Turquía, administrada por un gobernador designado por el Gobierno central. Es ubicada en la Región de Anatolia Oriental. 
- Superficie: 5.495 km²
- Población (2000): 133.756 hab
- Densidad de población: 24,34 hab./km²
- Capital: Ardahan
  - Población (2000): 17.274 hab

- Distritos (ilçeler):
  - Ardahan
  - Çıldır
  - Damal
  - Göle
  - Hanak
  - Posof